# Paix de Venise

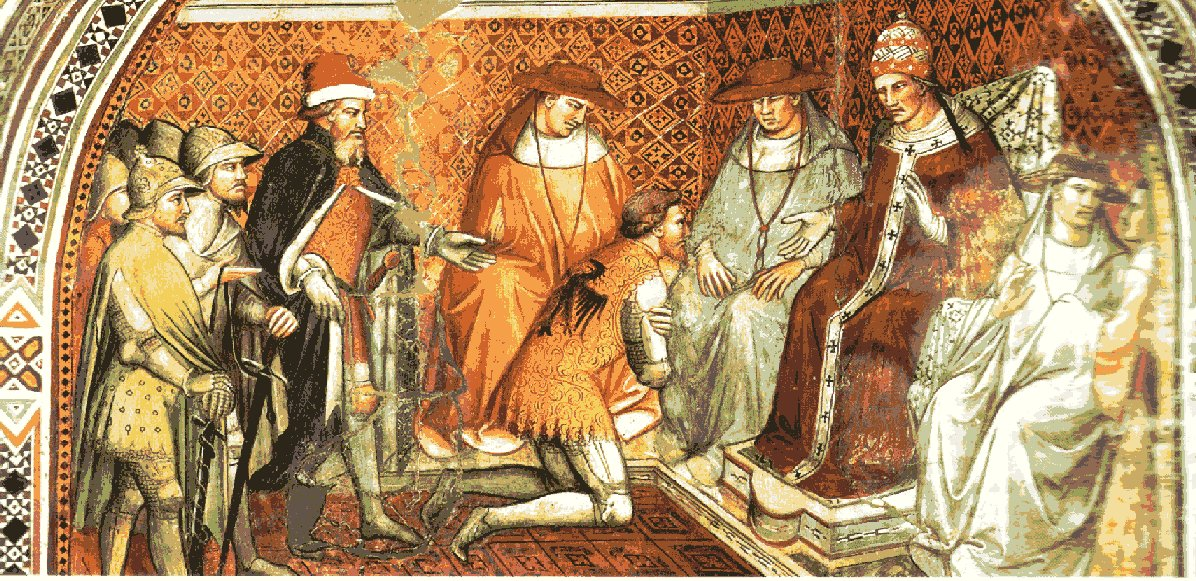
L'empereur Frédéric Barberousse se soumet à l'autorité du pape, fresque du Palazzo Pubblico de Sienne peinte par Spinello Aretino

Le traité ou paix de Venise, 1177, a été un traité de paix entre la papauté et de ses alliés, les villes du nord de l'Italie regroupées dans la Ligue lombarde, et Frédéric Barberousse, empereur romain germanique. Le royaume normand de Sicile fut également partie prenante à ces négociations. Le traité a conditionné l'évolution politique de toute l'Italie pendant quelques décennies.

## Historique
Le traité est conclu après la bataille de Legnano du 29 mai 1176, une défaite pour Frédéric Barberousse. Barberousse envoie rapidement ses négociateurs au pape Alexandre III à Anagni, en proposant de mettre fin au schisme et de révoquer l’antipape, Calixte III. Après un accord préliminaire, une conférence est fixée pour juillet 1177. Entre-temps, Barberousse essaie de jouer des rivalités politiques internes vénitiennes dans l'espoir d'obtenir un rapport de force plus favorable au moment d'entamer la négociation.
Le 24 juillet, le pape, depuis la basilique Saint-Marc, envoie une délégation de cardinaux auprès de l'empereur qui se trouve sur le Lido à l'embouchure de la lagune vénitienne.
L'empereur reconnaît officiellement Alexandre comme pape et renonce au soutien de son antipape. Les cardinaux lèvent l'excommunication dont il était frappé. Sebastian Ziani, le doge de Venise, et Ulrich von Treven II, le patriarche d'Aquilée, escortent l'empereur jusqu’à Venise. Les délégués du roi de Sicile sont Romuald, archevêque de Salerne chroniqueur qui nous a laissé un témoignage de tout l’épisode, et le comte Roger d'Andria.
Dans le traité qui a été conclu, l'empereur reconnaît les droits temporels des papes sur la ville de Rome, mais la ville refuse de se soumettre et chassera le pape en 1179. Quinze ans de paix sont conclus entre Barberousse et Guillaume II de Sicile, ouvrant la voie pour la Sicile d'un âge d'or, de paix et de prospérité. De même une période de six ans de trêve est conclue avec la Ligue lombarde. Les négociations se poursuivant, l'empereur reconnaît finalement lors de la paix de Constance en 1183 l'autonomie des villes lombardes, qui restent cependant dans la mouvance impériale.